# Målarkonsten
Målarkonsten är en oljemålning av Johannes Vermeer från omkring 1666.
Målarkonsten är en av Johannes Vermeers mest betydelsefulla verk. Målningen tycks också ha haft en speciell ställning för Vermeer själv. Den behölls osåld i hushållet från dess tillkomst under 1660-talets andra hälft till Vermeers död 1675, trots att Johannes Vermeers ekonomiska ställning var ansträngd, särskilt mot slutet av hans liv.

## Beskrivning av målningen
Målningen beskriver en målare vid sitt staffli i sin ateljé med ryggen mot betraktaren, som målar en kvinnlig modell. Denna poserar stående med nedslagna ögon, klädd i en blå klänning och med olika attribut: en bok, en trumpet och på huvudet en lagerkrans. Utrymmet de befinner sig i känns igen från andra Vermeermålningar. Golvet är klätt med samma sorts golvplattor av vit och svart marmor, som i bland andra Kärleksbrevet och Dam som skriver ett brev tillsammans med tjänstekvinna. Taket med träbjälkar återkommer i Musiklektionen. Modellen står mot den bakre väggen, framför en stor, något föråldrad karta över Nederländerna, belyst från vänster från ett fönster. Detta fönster syns inte i bild, utan skyms av ett tungt tygstycke som hänger ned från taket i bildens förgrund. 
Modellen står bakom ett bord, på vilket står attiraljer som ytterligare en bok, en överdrivet stor ansiktsmask av gips och ett häfte som tytts som en arkitektonisk skissbok eller ett notskisshäfte. I målningens absoluta förgrund står en stol med röd klädsel, och en likadan skymtar längst bak till höger vid bakre väggen. I taket hänger en elaborerad ljushållare i brons, och som har en upphängningsanordning i form av den habsburgska dubbelörnen.
Modellen poserar som Clio, historieskrivningens musa. Trumpeten är en symbol för ryktbarhet. Lagerkransen kan vara en symbol för seger eller visa vad som en god poet eller målare hyllades med. Boken anses vara Thukydides Historia om det peloponnesiska kriget, räknat som det första vetenskapliga historieverket, eller ett verk av Herodotos.

## Teknik
Målningen är gjord med stark betoning på perspektiv. Flyktpunkten för perspektivet ligger på väggen bakom modellen, strax nedanför kartstångens knopp i höjd med modellens vänstra vrist och också i höjd med konstnärens pensel. Det har beträffande flera av Johannes Vermeers målningar spekulerats i om han använde sig av en camera obscura.

## Möjligt självporträtt
Det har spekulerats i om artisten på målningen, vilken är klädd i en historisk dräkt, är ett självporträtt av Johannes Vermeer. Modellen vänder ryggen till, och inga särskilda kännetecken visas upp. Ett argument för självporträttshypotesen är att sådan självporträtt av målaren i sin ateljé var ganska vanliga i det samtida Nederländerna.
John Nash anger ytterligare ett argument för självporträtthypotesen. Om man följer artistens blick som den ligger efter en bedömning av hur ljuset reflekteras i hans hår, hamnar den inte på modellen, vars lagerkrans han är i färd med att måla, utan på den nedre bården på kartan där det omotiverat finns inskriften "I Ver-Meer".

## Proveniens
Två månader efter Johannes Vermeers död intygade hans änka Catharina Bolnes inför en notarie i Delft att hon överlämnade Målarkonsten till sin mor Maria Thins som en avbetalning på dödsboets skulder till henne. Lagligheten i detta bestreds av Vermeers dödsboexekutor Anton van Leeuwenhoek och det är oklart om målningen såldes på auktion efter Vermeer eller om den kvarstod i Maria Thins hushåll. Det synes klarlagt att den såldes på en auktion i Delft i mars 1677. 
Målningen dök upp på 1700-talet hos Maria Teresias nederländske livläkare Gerard van Swieten i Wien, och som arvegods efter denne död 1772 ägdes den av sonen Gottfried van Swieten i Wien. Den såldes av den senares ättlingar 1813 till konstsamlaren och teaterdirektören Johann Rudolf Czernin von und zu Chudenitz (1757–1834) såsom en målning av Pieter de Hooch. Omkring 1860 attribuerades den till Vermeer av Théophile Thoré och den tyske konsthistorikern Gustav Waagen. Johann Rudolf Czernin inrättade det privata Czernin Museum i Wien, vars samling så småningom ärvdes av sonsonsonen Franz Czernin (1857–1932). Efter dennes död beslöt arvingarna Eugen Czernin (1892–1955) och dennes brorson Jaromir Czernin (1908–66) 1933 att dela samlingarna. Därvid kom Jaromir att ägda fyra femtedelar och Eugen en femtedel av Målarkonsten. Jaromir Czernin försökte tidigt sälja Målarkonsten, bland annat till konstsamlaren Andrew W. Mellon i hopp om att hans svåger, Österrikes kansler Kurt Schuschnigg skulle bidra till att komma förbi landets förbudslagar mot export av minnesmärken. Schuschnigg vägrade dock godkänna exporten. Efter 1938 stipulerades också explicit exportförbud för den Czerninska egendomen i dess helhet.
Efter Anschluss 1938 intresserade sig tyska nazister för att överta målningen. Herman Göring var engagerad i ett försök att sälja den till tobaksfabrikören Philipp Reemtsma i Hamburg, en transaktion som avbröts genom intervention av bland andra Adolf Hitler. Denne inköpte den dock slutligen i november 1940 genom sitt ombud Hans Posse, chef för Gemäldegalerie Alte Meister i Dresden, av Jaromir Czernin efter tidigare avbrutna prisförhandlingar till sitt planerade personliga konstmuseum i Linz.
Vid slutet av andra världskriget beslagtogs målningen av den amerikanska armén från en saltgruva i Altaussee, där den förvarats som skydd mot bombningar. USA överförde Målarkonsten till Wien i november 1945 och överlämnade den till den österrikiska regeringen, då den bedömt att Jaromir Czernin sålt målningen till Hitler utan att ha varit utsatt för otillbörlig påtryckning. Den har sedan dess hängt på Kunsthistorisches Museum i Wien. 

### Begäran av familjen Czernin om restitution
Arvingarna till Jaromir Czernin begärde i augusti 2009 hos den österrikiska regeringen att målningen skulle restitueras till familjen. Minst en tidigare sådan begäran hade avslagits på 1960-talet, men ny lagstiftning i ämnet från 1998 ansågs ha förbättrat familjens position.
Den österrikiska statens råd för konstrestitution avslog framställningen och menade i ett utslag i mars 2011 att inget pekade på vare sig att Jaromir Czernin sålt målningen under tryck eller att han, som också var medlem av nazistpartiet, hade varit hotad. Rådet rekommenderade regeringen att behålla målningen. 

## Andra samtida verk på temat konstnären i sin ateljé

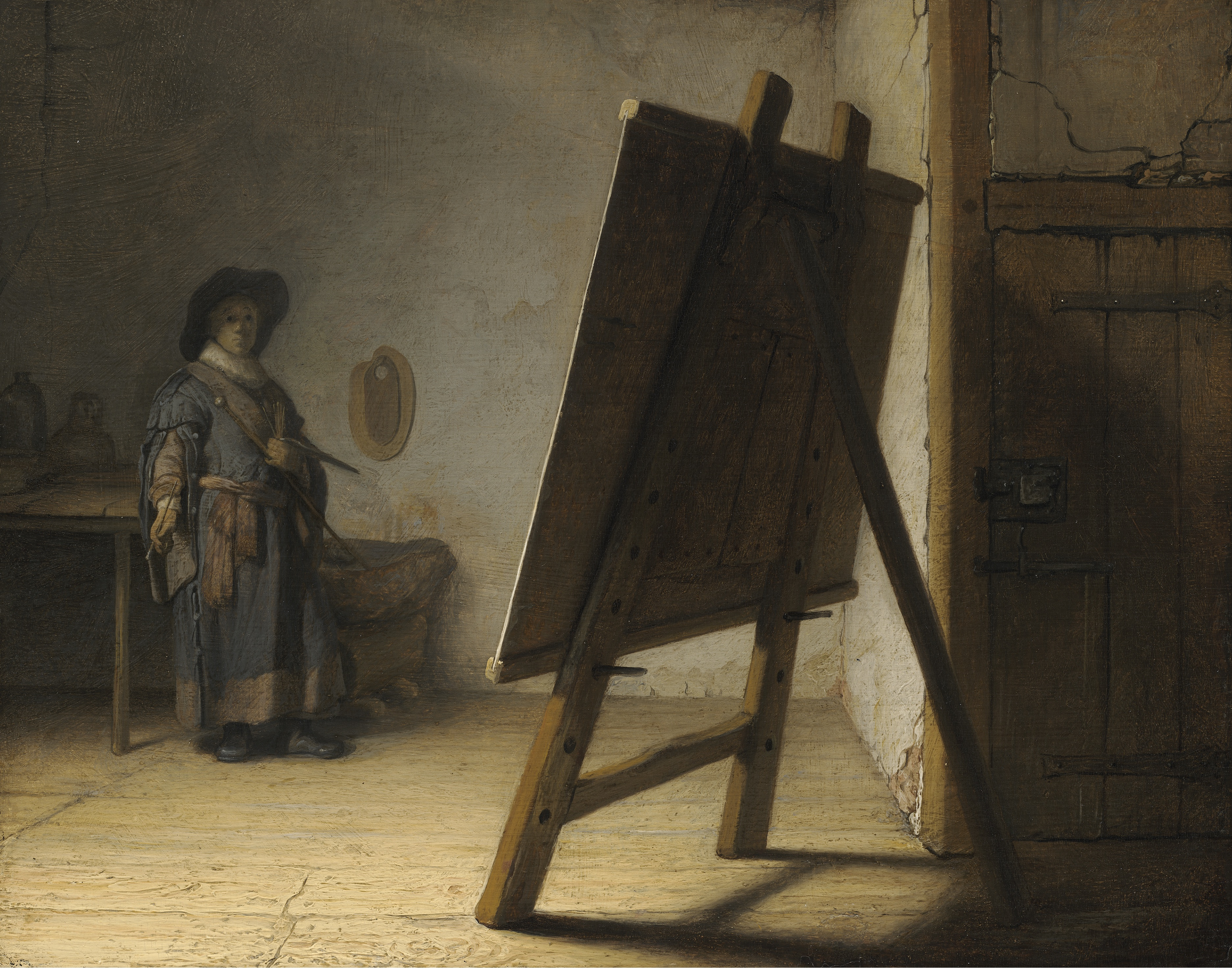
Konstnären i sin ateljé av Rembrandt van Rijn omkring 1626–28
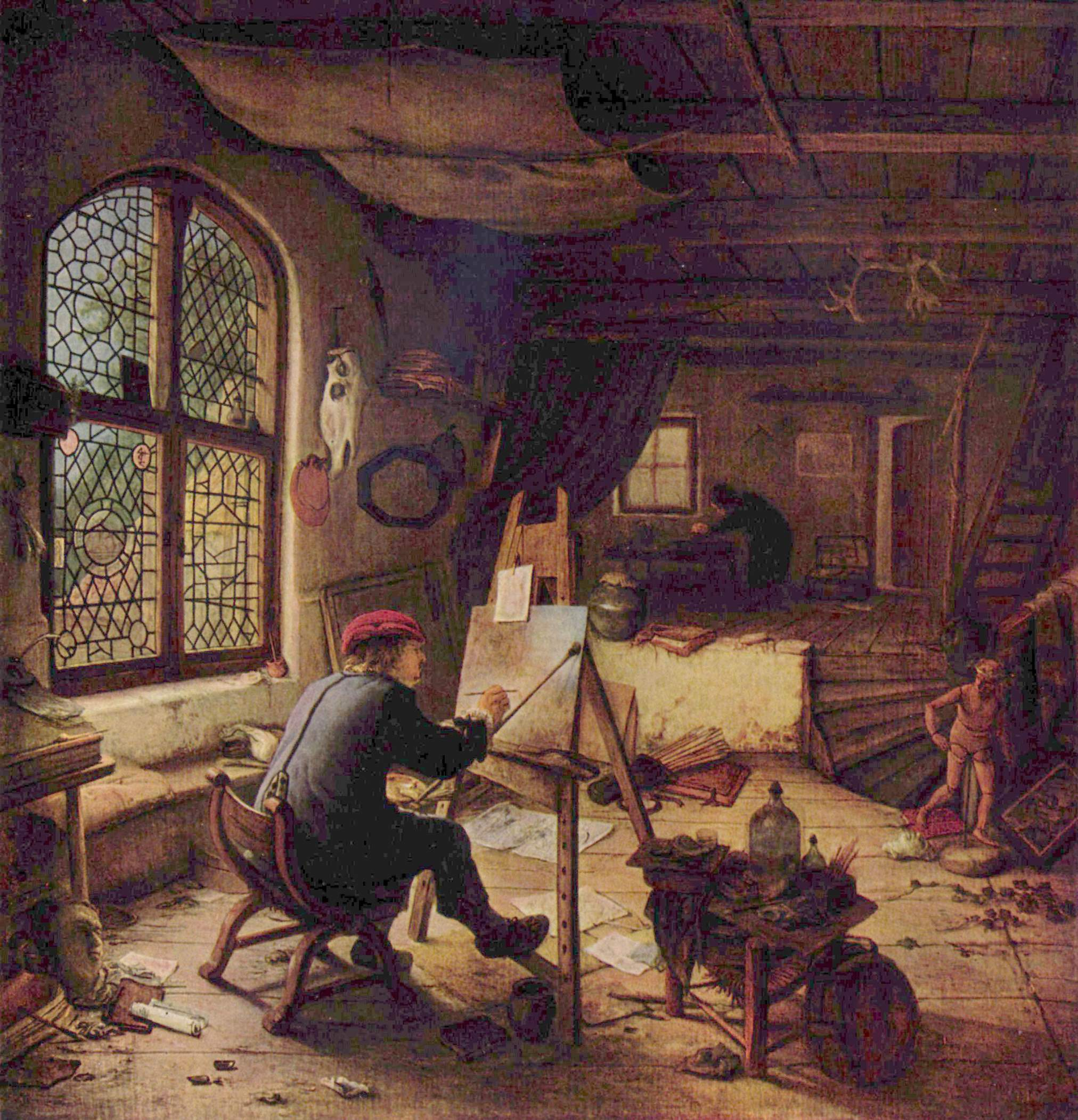
Konstnären och hans ateljé av Adrian van Ostade 1663